# لیندا فورسبرگ
لیندا فورسبرگ (انگلیسی: Linda Forsberg؛ زادهٔ ۱۹ ژوئن ۱۹۸۵) بازیکن فوتبال اهل سوئد است.
از باشگاه‌هایی که در آن بازی کرده‌است می‌توان به باشگاه فوتبال روزنگرد، باشگاه فوتبال هامارابی، و دیوری گردن اشاره کرد.
وی همچنین در تیم ملی فوتبال زنان سوئد بازی کرده‌است.